# Monuments (ultra-trail)
Les monuments de l’ultra-trail sont quatre épreuves d'ultra-trail généralement considérées comme les courses de 100 miles (environ 160,9 km) les plus prestigieuses et des plus exigeantes du monde. Les quatre épreuves sont la Western States, la Hardrock 100, l’Ultra-Trail du Mont-Blanc et le Grand Raid de la Réunion.

## Courses
| Course                    | Pays | Distance | Dénivelé    | Départ           | Arrivée       | Année de création | Nombre de concurrents |
| ------------------------- | ---- | -------- | ----------- | ---------------- | ------------- | ----------------- | --------------------- |
| Western-States            |      | 161 km   | 5 514 m D+  | Squaw Valley, CA | Auburn, CA    | 1974              | 375                   |
| Hardrock 100              |      | 161,7 km | 10 000 m D+ | Silverton, CO    | Silverton, CO | 1992              | 146                   |
| Ultra-Trail du Mont-Blanc |      | 174 km   | 10 000 m D+ | Chamonix         | Chamonix      | 2003              | 2300                  |
| Grand Raid de la Réunion  |      | 165 km   | 10 200 m D+ | Saint-Pierre     | Saint-Denis   | 1989              | 3000                  |

## Palmarès

### Vainqueurs hommes
| Année | WS 100                                               | HR 100                                               | UTMB                                                 | GR                                                   |
| ----- | ---------------------------------------------------- | ---------------------------------------------------- | ---------------------------------------------------- | ---------------------------------------------------- |
| 1974  | Gordy Ainsleigh                                      |                                                      |                                                      |                                                      |
| 1975  | aucun concurrent n'a terminé                         |                                                      |                                                      |                                                      |
| 1976  | Ken Shirk                                            |                                                      |                                                      |                                                      |
| 1977  | Andy Gonzales                                        |                                                      |                                                      |                                                      |
| 1978  | Andy Gonzales                                        |                                                      |                                                      |                                                      |
| 1979  | Mike Catlin                                          |                                                      |                                                      |                                                      |
| 1980  | Mike Catlin                                          |                                                      |                                                      |                                                      |
| 1981  | Jim Howard                                           |                                                      |                                                      |                                                      |
| 1982  | Jim King                                             |                                                      |                                                      |                                                      |
| 1983  | Jim Howard                                           |                                                      |                                                      |                                                      |
| 1984  | Jim King                                             |                                                      |                                                      |                                                      |
| 1985  | Jim King                                             |                                                      |                                                      |                                                      |
| 1986  | Chuck Jones                                          |                                                      |                                                      |                                                      |
| 1987  | Herb Tanzer                                          |                                                      |                                                      |                                                      |
| 1988  | Brian Purcell                                        |                                                      |                                                      |                                                      |
| 1989  | Mark Brotherton                                      |                                                      |                                                      | Gilles Trousselier                                   |
| 1990  | Thomas Johnson                                       |                                                      |                                                      | Gilles Trousselier                                   |
| 1991  | Thomas Johnson                                       |                                                      |                                                      | Gilles Trousselier Patrick Maffre                    |
| 1992  | Tim Twietmeyer                                       | David Horton                                         |                                                      | Jean-Philippe Marie-Louise                           |
| 1993  | Thomas Johnson                                       | David Horton                                         |                                                      | Patrick Maffre                                       |
| 1994  | Tim Twietmeyer                                       | Scott Hirst                                          |                                                      | Jean-Philippe Marie-Louise                           |
| 1995  | Tim Twietmeyer                                       | édition annulée pour cause de neige                  |                                                      | Jean-Philippe Marie-Louise                           |
| 1996  | Tim Twietmeyer                                       | Rick Trujillo                                        |                                                      | Jean-Philippe Marie-Louise                           |
| 1997  | Mike Morton                                          | Mark C. McDermott Mark Hartell                       |                                                      | Patrick Maffre                                       |
| 1998  | Tim Twietmeyer                                       | Ricky Denesik                                        |                                                      | Paul-Cléo Libelle                                    |
| 1999  | Scott Jurek                                          | Blake Wood                                           |                                                      | Paul-Cléo Libelle                                    |
| 2000  | Scott Jurek                                          | Kirk Apt                                             |                                                      | Thierry Técher Gilles Diehl                          |
| 2001  | Scott Jurek                                          | Karl Meltzer                                         |                                                      | Pascal Parny                                         |
| 2002  | Scott Jurek                                          | édition annulée pour cause de feux de forêt          |                                                      | Thierry Técher                                       |
| 2003  | Scott Jurek                                          | Karl Meltzer                                         | Dawa Sherpa                                          | Richeville Esparon                                   |
| 2004  | Scott Jurek                                          | Paul Sweeney                                         | Vincent Delebarre                                    | Richeville Esparon                                   |
| 2005  | Scott Jurek                                          | Karl Meltzer                                         | Christophe Jaquerod                                  | Charles Fontaine                                     |
| 2006  | Graham Cooper                                        | Karl Meltzer                                         | Marco Olmo                                           | Christophe Jaquerod Vincent Delebarre                |
| 2007  | Hal Koerner                                          | Scott Jurek                                          | Marco Olmo                                           | Thierry Chambry                                      |
| 2008  | édition annulée                                      | Kyle Skaggs                                          | Kílian Jornet                                        | Pascal Parny                                         |
| 2009  | Hal Koerner                                          | Karl Meltzer                                         | Kílian Jornet                                        | Julien Chorier                                       |
| 2010  | Geoff Roes                                           | Jared Campbell                                       | Jez Bragg                                            | Kilian Jornet                                        |
| 2011  | Kílian Jornet                                        | Julien Chorier                                       | Kílian Jornet                                        | Julien Chorier                                       |
| 2012  | Timothy Olson                                        | Hal Koerner                                          | François D'Haene                                     | Kilian Jornet                                        |
| 2013  | Timothy Olson                                        | Sébastien Chaigneau                                  | Xavier Thévenard                                     | François D'Haene                                     |
| 2014  | Rob Krar                                             | Kílian Jornet                                        | François D'Haene                                     | François D'Haene                                     |
| 2015  | Rob Krar                                             | Kílian Jornet                                        | Xavier Thévenard                                     | Antoine Guillon                                      |
| 2016  | Andrew Miller                                        | Kílian Jornet Jason Schlarb                          | Ludovic Pommeret                                     | François D'Haene                                     |
| 2017  | Ryan Sandes                                          | Kílian Jornet                                        | François D'Haene                                     | Benoît Girondel                                      |
| 2018  | Jim Walmsley                                         | Jeff Browning                                        | Xavier Thévenard                                     | François D'Haene Benoît Girondel                     |
| 2019  | Jim Walmsley                                         | édition annulée pour cause de neige                  | Pau Capell                                           | Grégoire Curmer                                      |
| 2020  | édition annulée en raison de la pandémie du Covid-19 | édition annulée en raison de la pandémie du Covid-19 | édition annulée en raison de la pandémie du Covid-19 | édition annulée en raison de la pandémie du Covid-19 |
| 2021  | Jim Walmsley                                         | François D'Haene                                     | François D'Haene                                     | Ludovic Pommeret Daniel Jung                         |
| 2022  | Adam Peterman                                        | Kílian Jornet                                        | Kílian Jornet                                        | Beñat Marmissolle                                    |
| 2023  | Tom Evans                                            | Aurélien Dunand-Pallaz                               | Jim Walmsley                                         | Aurélien Dunand-Pallaz                               |
| 2024  | Jim Walmsley                                         | Ludovic Pommeret                                     | Vincent Bouillard                                    | Mathieu Blanchard                                    |
| 2025  | Caleb Olson                                          | Ludovic Pommeret                                     |                                                      |                                                      |

### Statistiques hommes
| Athlètes                   | WS 100 | HR 100 | UTMB | GR | Total |
| -------------------------- | ------ | ------ | ---- | -- | ----- |
| Kílian Jornet              | 1      | 5      | 4    | 2  | 12    |
| François D'Haene           |        | 1      | 4    | 4  | 9     |
| Scott Jurek                | 7      | 1      |      |    | 8     |
| Jim Walmsley               | 4      |        | 1    |    | 5     |
| Tim Twietmeyer             | 5      |        |      |    | 5     |
| Karl Meltzer               |        | 5      |      |    | 5     |
| Jean-Philippe Marie-Louise |        |        |      | 4  | 4     |
| Ludovic Pommeret           |        | 2      | 1    | 1  | 4     |
| Hal Koerner                | 2      | 1      |      |    | 3     |
| Julien Chorier             |        | 1      |      | 2  | 3     |
| Jim King                   | 3      |        |      |    | 3     |
| Thomas Johnson             | 3      |        |      |    | 3     |
| Xavier Thévenard           |        |        | 3    |    | 3     |
| Gilles Trousselier         |        |        |      | 3  | 3     |
| Patrick Maffre             |        |        |      | 3  | 3     |

### Vainqueurs femmes
| Année | WS 100                                               | HR 100                                               | UTMB                                                 | GR                                                   |
| ----- | ---------------------------------------------------- | ---------------------------------------------------- | ---------------------------------------------------- | ---------------------------------------------------- |
| 1974  | pas de concurrentes au départ                        |                                                      |                                                      |                                                      |
| 1975  | pas de concurrentes au départ                        |                                                      |                                                      |                                                      |
| 1976  | pas de concurrentes au départ                        |                                                      |                                                      |                                                      |
| 1977  | pas de concurrentes au départ                        |                                                      |                                                      |                                                      |
| 1978  | Pat Smythe                                           |                                                      |                                                      |                                                      |
| 1979  | Skip Swannack                                        |                                                      |                                                      |                                                      |
| 1980  | Sally Edwards                                        |                                                      |                                                      |                                                      |
| 1981  | Bjorg Austrheim-Smith                                |                                                      |                                                      |                                                      |
| 1982  | Bjorg Austrheim-Smith                                |                                                      |                                                      |                                                      |
| 1983  | Bjorg Austrheim-Smith                                |                                                      |                                                      |                                                      |
| 1984  | Judy Milkie-West                                     |                                                      |                                                      |                                                      |
| 1985  | Theresa Gerber                                       |                                                      |                                                      |                                                      |
| 1986  | Kathy D'Onofrio-Wood                                 |                                                      |                                                      |                                                      |
| 1987  | Mary Hammes                                          |                                                      |                                                      |                                                      |
| 1988  | Kathy D'Onofrio-Wood                                 |                                                      |                                                      |                                                      |
| 1989  | Ann Trason                                           |                                                      |                                                      | Marie Thérèse Maussion                               |
| 1990  | Ann Trason                                           |                                                      |                                                      | Guylène Calpetard                                    |
| 1991  | Ann Trason                                           |                                                      |                                                      | Marie Annick Laudes                                  |
| 1992  | Ann Trason                                           | Nancy Hamilton                                       |                                                      | Mireille Sery Thérèse Derolez                        |
| 1993  | Ann Trason                                           | Margaret Smith                                       |                                                      | Régine Étienne                                       |
| 1994  | Ann Trason                                           | Margaret Smith                                       |                                                      | Mireille Sery                                        |
| 1995  | Ann Trason                                           | édition annulée pour cause de neige                  |                                                      | Marcelle Puy                                         |
| 1996  | Ann Trason                                           | Betsy Kalmeyer                                       |                                                      | Josiane Catois                                       |
| 1997  | Ann Trason                                           | Laura Vaughan                                        |                                                      | Émilie Coulomb                                       |
| 1998  | Ann Trason                                           | Eliza McLean                                         |                                                      | Corinne Favre                                        |
| 1999  | Suzanne Brana                                        | Betsy Kalmeyer                                       |                                                      | Mireille Sery                                        |
| 2000  | Ann Trason                                           | Sue Johnston                                         |                                                      | Corinne Favre                                        |
| 2001  | Ann Trason                                           | Betsy Kalmeyer                                       |                                                      | Corinne Favre                                        |
| 2002  | Ann Trason                                           | édition annulée pour cause de feux de forêt          |                                                      | Marcelle Puy                                         |
| 2003  | Ann Trason                                           | Betsy Nye                                            | Krissy Moehl                                         | Simone Kayser                                        |
| 2004  | Nikki Kimball                                        | Betsy Kalmeyer                                       | Colette Borcard                                      | Alexandra Rousset                                    |
| 2005  | Annette Bednosky                                     | Sue Johnston                                         | Lizzy Hawker                                         | Sandrine Béranger                                    |
| 2006  | Nikki Kimball                                        | Betsy Kalmeyer                                       | Karine Herry                                         | Karine Herry                                         |
| 2007  | Nikki Kimball                                        | Krissy Moehl                                         | Nikki Kimball                                        | Marcelle Puy                                         |
| 2008  | édition annulée                                      | Diana Finkel                                         | Lizzy Hawker                                         | Marcelle Puy                                         |
| 2009  | Anita Ortiz                                          | Diana Finkel                                         | Lizzy Hawker                                         | Émilie Lecomte                                       |
| 2010  | Tracy Garneau                                        | Diana Finkel                                         | Lizzy Hawker                                         | Marcelle Puy                                         |
| 2011  | Ellie Greenwood                                      | Diana Finkel                                         | Lizzy Hawker                                         | Karine Herry                                         |
| 2012  | Ellie Greenwood                                      | Darcy Piceu Africa                                   | Lizzy Hawker                                         | Émilie Lecomte                                       |
| 2013  | Pam Smith                                            | Darcy Piceu Africa                                   | Rory Bosio                                           | Nathalie Mauclair                                    |
| 2014  | Stephanie Howe                                       | Darcy Piceu Africa                                   | Rory Bosio                                           | Nathalie Mauclair                                    |
| 2015  | Magdalena Boulet                                     | Anna Frost                                           | Nathalie Mauclair                                    | Núria Picas                                          |
| 2016  | Kaci Lickteig                                        | Anna Frost                                           | Caroline Chaverot                                    | Andrea Huser                                         |
| 2017  | Cat Bradley                                          | Caroline Chaverot                                    | Núria Picas                                          | Andrea Huser                                         |
| 2018  | Courtney Dauwalter                                   | Sabrina Stanley                                      | Francesca Canepa                                     | Jocelyne Pauly                                       |
| 2019  | Clare Gallagher                                      | édition annulée pour cause de neige                  | Courtney Dauwalter                                   | Sabrina Stanley                                      |
| 2020  | édition annulée en raison de la pandémie du Covid-19 | édition annulée en raison de la pandémie du Covid-19 | édition annulée en raison de la pandémie du Covid-19 | édition annulée en raison de la pandémie du Covid-19 |
| 2021  | Beth Pascall                                         | Sabrina Stanley                                      | Courtney Dauwalter                                   | Émilie Maroteaux                                     |
| 2022  | Ruth Croft                                           | Courtney Dauwalter                                   | Katie Schide                                         | Courtney Dauwalter                                   |
| 2023  | Courtney Dauwalter                                   | Courtney Dauwalter                                   | Courtney Dauwalter                                   | Katie Schide                                         |
| 2024  | Katie Schide                                         | Courtney Dauwalter                                   | Katie Schide                                         | Manon Bohard                                         |

### Statistiques femmes
| Athlètes              | WS 100 | HR 100 | UTMB | GR | Total |
| --------------------- | ------ | ------ | ---- | -- | ----- |
| Ann Trason            | 14     |        |      |    | 14    |
| Courtney Dauwalter    | 2      | 3      | 3    | 1  | 9     |
| Lizzy Hawker          |        |        | 6    |    | 6     |
| Betsy Kalmeyer        |        | 5      |      |    | 5     |
| Marcelle Puy          |        |        |      | 5  | 5     |
| Diana Finkel          |        | 4      |      |    | 4     |
| Katie Schide          | 1      |        | 2    | 1  | 4     |
| Nikki Kimball         | 2      |        | 1    |    | 3     |
| Sabrina Stanley       |        | 2      |      | 1  | 3     |
| Karine Herry          |        |        | 1    | 2  | 3     |
| Nathalie Mauclair     |        |        | 1    | 2  | 3     |
| Bjorg Austrheim-Smith | 3      |        |      |    | 3     |
| Darcy Piceu Africa    |        | 3      |      |    | 3     |
| Mireille Sery         |        |        |      | 3  | 3     |
| Corinne Favre         |        |        |      | 3  | 3     |

### Statistiques par pays
| Pays             | WS 100 | HR 100 | UTMB | GR | Total |
| ---------------- | ------ | ------ | ---- | -- | ----- |
| États Unis       | 83     | 45     | 10   | 3  | 141   |
| France           |        | 6      | 13   | 63 | 82    |
| Espagne          | 1      | 5      | 6    | 3  | 15    |
| Grande-Bretagne  | 4      | 2      | 7    |    | 13    |
| Suisse           |        |        | 2    | 3  | 5     |
| Italie           |        |        | 3    | 1  | 4     |
| Nouvelle Zélande | 1      | 2      |      |    | 3     |
| Canada           | 3      |        |      |    | 3     |
| Afrique du Sud   | 1      |        |      |    | 1     |
| Népal            |        |        | 1    |    | 1     |
| Luxembourg       |        |        |      | 1  | 1     |

## Records
L'Espagnol Kilian Jornet chez les hommes et l'Américaine Courtney Dauwalter chez les femmes sont les seuls athlètes à avoir réalisé un Grand Chelem, soit remporter les quatre courses. 
| Course                    | Record masculin  | Record masculin                                                  | Record féminin   | Record féminin                                                     |
| ------------------------- | ---------------- | ---------------------------------------------------------------- | ---------------- | ------------------------------------------------------------------ |
| Western-States            | 14 h 09 min 28 s | Jim Walmsley (2019)                                              | 15 h 29 min 34 s | Courtney Dauwalter (2023)                                          |
| Hardrock 100              | 21 h 36 min 24 s | François D'Haene (2021, sens inverse des aiguilles d'une montre) | 26 h 14 min 12 s | Courtney Dauwalter (2023, sens inverse des aiguilles d'une montre) |
| Hardrock 100              | 21 h 33 min 06 s | Ludovic Pommeret (2024, sens des aiguilles d'une montre)         | 26 h 11 min 49 s | Courtney Dauwalter (2024, sens des aiguilles d'une montre)         |
| Ultra-Trail du Mont-Blanc | 19 h 37 min 43 s | Jim Walmsley (2023)                                              | 22 h 09 min 31 s | Katie Schide (2024)                                                |
| Grand Raid de la Réunion  | 22 h 58 min 30 s | François D'Haene (2013)                                          | 24 h 37 min 47 s | Courtney Dauwalter (2022)                                          |